# Deir el-Hagar
Deir el-Hagar (arabisch دير الحجر) ist eine archäologische Stätte in der Oase Dachla in Ägypten.
Der Tempel aus der römischen Epoche befindet sich südwestlich des Ortes el Qasr (arabisch القصر, DMG al-qaṣr „Burg, Festung, Palast“) am äußersten Westrand der Oase.

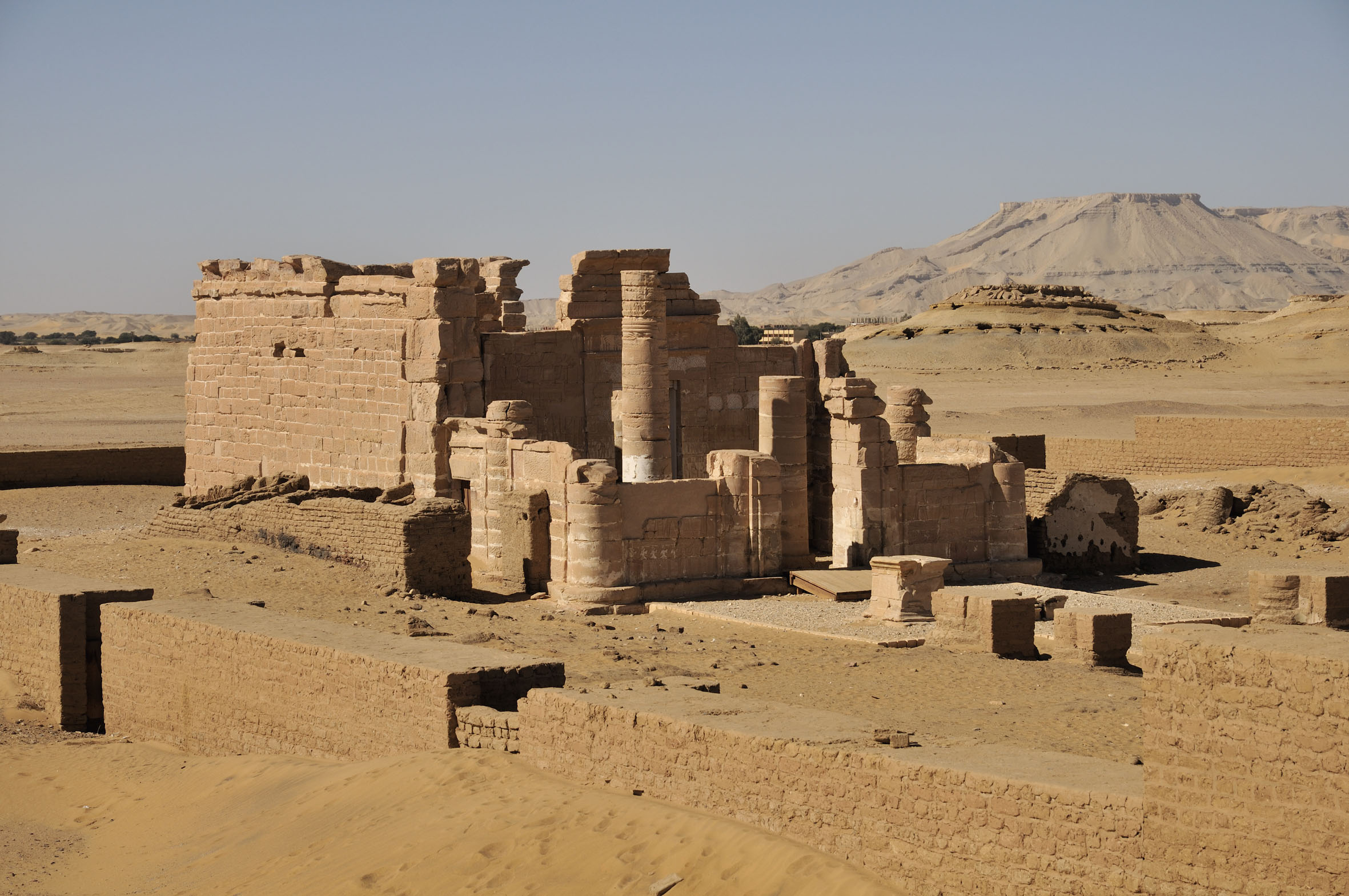
Tempel Deir el-Hagar

Der aus Sandstein errichtete Tempel ist der Thebanischen Triade geweiht (Amun, Mut und Chons). Mit seinen Maßen von 7 × 16 Meter ist er relativ klein, enthält aber alle wesentlichen Bestandteile einer derartigen Anlage. Der Tempel enthält die Kartuschen der römischen Kaiser Nero, Vespasian, Titus und Domitian. Die Anlage ist mit einer erhaltenen, steinernen Einfriedung von rund 40 × 80 Meter umgeben. In der unmittelbaren Umgebung finden sich weitere Ruinen von Nebengebäuden.

## Forschungsgeschichte
1822 beschrieb Archibald Edmonstone die Anlage. Zu dieser Zeit war die Decke der Anlage noch erhalten und drei der Fassadensäulen standen noch aufrecht.
1825 fertigte J.G. Wilkinson einen Plan der Tempelanlage.

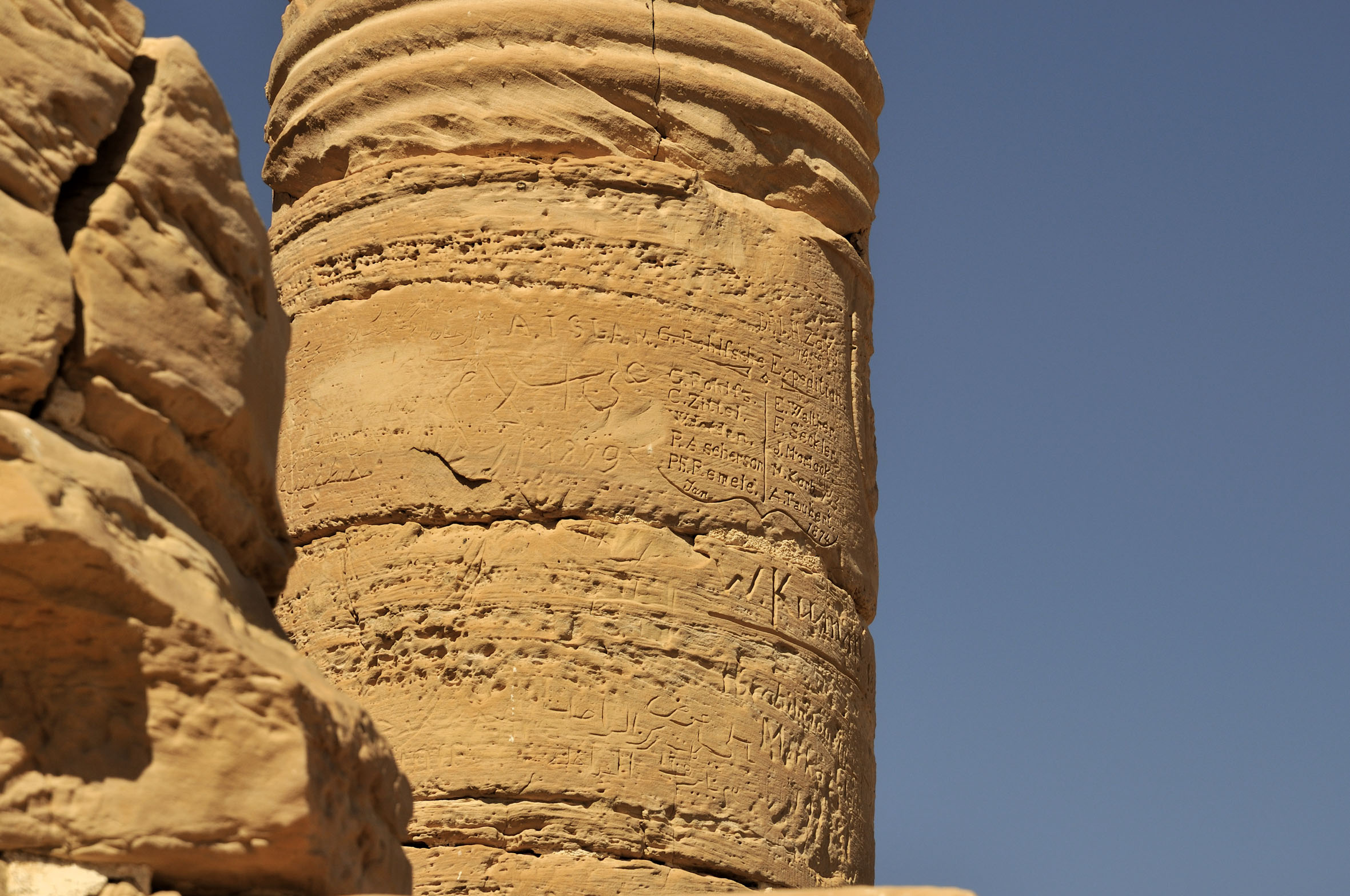
Inschrift der Rohlfsschen Expedition in Deir el-Hagar

1874 fand eine Ausgrabung durch die Rohlfssche Expedition statt. Im Auftrag von Gerhard Rohlfs führte Philipp Remelé umfangreiche Grabungen durch. Durch photographische Aufnahmen wurde die Grabung ebenfalls dokumentiert. Die großen, abgestützten Deckensteine des Opfersaals, von denen zwei zerbrochen waren, wurden entfernt. Die Vorderseite der Pforte in der Westwand erwies sich als dekoriert und gut erhalten. Zwei Säulen wurden freigelegt und in ihnen Reste von Akazienholz gefunden, ebenso Bruchstücke der Kapitelle. Das Sanktuar des Tempels enthielt Reliefs mit astronomischen Darstellungen. Auch hier wurden Holzreste und einige Fetzen roher Baumwolle gefunden. Auch ein Barkenuntersatz wurde gefunden, dies ist aus einer Photographie ersichtlich. Dieser Untersatz wurde bei Restaurierungsarbeiten im Jahr 1993 wiedergefunden. Remelé beschreibt, dass die Wände des Sanktuars im unteren Teil geschwärzt waren und der Boden mit einer festen „torfähnlichen“ Schicht bedeckt war. Bei einer neuerlichen Wiederausgrabung an diesem Ort, wurde dies als Reste von Ausgüssen einer nicht identifizierten Flüssigkeit interpretiert.
Remelé stellte fest, dass der Tempel mit großer Wahrscheinlichkeit durch ein Erdbeben zerstört wurde, nachdem er schon lange verlassen war, weil die Decksteine auf eine hohe Sandschicht fielen. Neuere Grabungen haben diese Annahme bestätigt.
Nach der Freilegung des Tempels fertigte Remelé eine Reihe Photographien der Anlage an. Remelé veröffentlichte seine Ergebnisse noch im selben Jahr.
Rohlfs hat die Ausgrabungsergebnisse ebenfalls beschrieben und stützte sich auf Remelés Bericht.